# Racionális számok
A matematikában racionális számnak (hányados- vagy vegyes-törtszámnak) nevezzük két tetszőleges egész szám hányadosát, amelyet többnyire az a/b alakban írunk fel, ahol b nem nulla.
Egy racionális számot végtelen sok alakban felírhatunk, például {\displaystyle {\frac {3}{6}}={\frac {2}{4}}={\frac {1}{2}}}. A legegyszerűbb, azaz tovább nem egyszerűsíthető alak akkor áll elő, amikor a és b relatív prím. Minden racionális számnak pontosan egy olyan tovább nem egyszerűsíthető alakja van, ahol a nevező pozitív (irreducibilis tört).
A racionális számok tizedestört alakja véges vagy végtelen szakaszos (tehát a felírásban egy ponton túl a számsorozat periodikusan ismétlődik). Ez az állítás nem csak a tízes-, hanem tetszőleges, egynél nagyobb, egész alapú számrendszerben való felírásra igaz. A tétel fordítottja is igaz: ha egy szám felírható véges vagy végtelen szakaszos tizedestört alakban, akkor az racionális szám.
Azokat a valós számokat, amelyek nem racionálisak, irracionális számoknak nevezzük.
A racionális számok halmazát tipográfiailag kiemelt Q (vagy {\displaystyle \mathbb {Q} }) betűvel jelöljük (a latin quotiens (hányszor?), illetve az angol quotient (hányados) szóból). Halmazdefinícióként felírva:
{\displaystyle \mathbb {Q} =\left\{{\frac {m}{n}}:m\in \mathbb {Z} ,n\in \mathbb {Z} ,n\neq 0\right\}}

## Törtek, törtszámok és racionális számok
A racionális szám a hétköznapi szóhasználatban, illetve az elemi matematika területén használt tört v. törtszám fogalmának egy precízebb változata. Egy számot racionálisnak nevezünk, ha felírható a/b tört alakban, ahol a és b is egész számok. A gyakorlatban a "racionális szám" kifejezés általában helyettesíthető a "tört(szám)" fogalmával. Elméletben, köszönhetően a matematika általánosságra és precízségre törekvésének, ugyanakkor a két fogalom nem ugyanaz.
Egyrészt a "tört" jóval általánosabb fogalom, a számok felírásának formáját és nem feltétlenül az értéküket írja le. Törteket lehet pl. kifejezésekből vagy függvényekből (vagy akár irracionális számokból) is készíteni. Ezért "tört" helyett rögtön szükségessé válik a pontosabb "törtszám" kifejezés. A tankönyvek általában úgy definiálják ezeket, mint olyan a/b alakú törteket, ahol a,b egészek, és a nem osztható maradék nélkül b-vel (ezek tehát olyan racionális számok, melyek nem egészek).
További gond, hogy az egész számok is felírhatóak törtek alakjában, ráadásul végtelen sokféle módon (pl. 2= 2/1 = 4/2 = 6/3 = ... ), tehát algebrai, formális értelemben az egész számok is tekinthetőek "törteknek" v. "törtszámoknak" (habár nem tekintjük őket annak). Másrészt (és a például adott egyenlőségeket a másik oldaláról nézve), a törtek értéke is lehet egész szám. Tehát a "tört" fogalom nem eléggé precíz, többféleképp is félreérthető, amennyiben olyankor kell használni, amikor a cél a számok nem egész voltának kihangsúlyozása. Ezért szükséges a pontosabb „törtszám” kifejezés használata. Ez utóbbi előnye, hogy a hétköznapi szóhasználatban is meglévő és az egész számok kiterjesztésében logikusan fellépő kifejezés, a szigorúbb vizsgálat azonban megmutatja, hogy bár a félreértések egy részének kiküszöbölésére alkalmas, még mindig többféleképp félreérthető.
A matematika több ágában, így pl. a diofantikus approximációk elméletében, ugyanakkor sok esetben kényelmesebb az egészekről és a törtszámokról egy kifejezéssel beszélni, őket egy kategóriába sorolni (az egészek és a törtszámok között sokkal kisebb az elméleti törés, sokkal több a hasonlóság, mint a törtek és az irracionális számok között). Így szükség van egy olyan kifejezésre, ami alá az egészek és a törtszámok is tartoznak, viszont kifejezések, függvények stb. nem. Így jutunk (pontosabban ezért juthatunk) a "racionális szám" fogalmához.

## Aritmetika
{\displaystyle {\frac {a}{b}}+{\frac {c}{d}}={\frac {ad+bc}{bd}}}
{\displaystyle {\frac {a}{b}}\cdot {\frac {c}{d}}={\frac {ac}{bd}}}
Két racionális szám, {\displaystyle {\frac {a}{b}}} és {\displaystyle {\frac {c}{d}}} akkor és csak akkor egyenlők, ha {\displaystyle ad=bc.}
A racionális számoknak létezik additív és a nullától különbözőknek multiplikatív inverze:
{\displaystyle -\left({\frac {a}{b}}\right)={\frac {-a}{b}}}
{\displaystyle \left({\frac {a}{b}}\right)^{-1}={\frac {b}{a}}{\mbox{ ha }}a\neq 0}
A tovább nem egyszerűsíthető alak:
{\displaystyle {\frac {c}{d}}\;:=\;{\frac {a\div e}{b\div e}}}
ahol
{\displaystyle e:=\operatorname {sgn}(b)\cdot \operatorname {abs} {\bigl (}\operatorname {lnko} (a,b){\bigr )}},
{\displaystyle \operatorname {lnko} (a,b)} az {\displaystyle a,b} egész számok legnagyobb közös osztója, ami kiszámítható például euklideszi algoritmussal. Ha {\displaystyle n} egész szám, akkor tovább nem egyszerűsíthető tört alakja {\displaystyle {\tfrac {n}{1}}.}

## Rendezés
A racionális számok rendezése megadható úgy, mint:
{\displaystyle {\frac {a}{b}}<{\frac {c}{d}}\qquad :\Longleftrightarrow \qquad a\operatorname {sgn}(b)\operatorname {abs} (d)<\operatorname {abs} (b)c\operatorname {sgn}(d)}
ahol {\displaystyle <} az egész számok szokásos rendezése, {\displaystyle \operatorname {sgn} } a szignumfüggvény és {\displaystyle \operatorname {abs} } az abszolútérték. A bővítés és az egyszerűsítés nincs hatással az összehasonlításra. Ez a rendezés az egész számok rendezésének kiterjesztése, ugyanis {\displaystyle b=\operatorname {sgn}(b)=\operatorname {abs} (b)=d=\operatorname {sgn}(d)=\operatorname {abs} (d)=1}.
Ha két pár ekvivalens, akkor sem {\displaystyle {\frac {a}{b}}<{\frac {c}{d}}}     sem     {\displaystyle {\frac {c}{d}}<{\frac {a}{b}}} nem teljesül. A rendezés egyik alaptulajdonsága a trikhotómia:
- {\displaystyle {\frac {a}{b}}<{\frac {c}{d}}}
- {\displaystyle {\frac {a}{b}}\sim {\frac {c}{d}}}
- {\displaystyle {\frac {c}{d}}<{\frac {a}{b}}.}

Ezzel {\displaystyle (\mathbb {Q} ,<)} teljesen rendezett halmaz.
Ezen a rendezésen alapul a racionális számok definíciója Dedekind-szeletekkel.

## Történetük

### Egyiptomi törtek
Minden pozitív racionális szám felírható véges sok különböző pozitív egész reciprokának összegeként. Például:
{\displaystyle {\frac {5}{7}}={\frac {1}{2}}+{\frac {1}{6}}+{\frac {1}{21}}={\frac {1}{2}}+{\frac {1}{7}}+{\frac {1}{14}}}
Sőt, minden pozitív racionális számnak végtelen sok ilyen formájú, különböző felírása lehetséges. Ezt az alakot egyiptomi törtnek is nevezzük, mivel már az ókori Egyiptomban is használták, akik egyébként a diadikus törteket is a maitól eltérő alakban írták le.

## Formális definíció
A racionális számok precízen egész számok rendezett párjaként definiálhatók: {\displaystyle \left(a,b\right)} ahol b nem nulla. Az összeadást és szorzást ezeken a párokon a következőképp definiáljuk:
{\displaystyle \left(a,b\right)+\left(c,d\right)=\left(ad+bc,bd\right)}
{\displaystyle \left(a,b\right)\times \left(c,d\right)=\left(ac,bd\right)}
Annak érdekében, hogy teljesüljön az elvárt {\displaystyle {\frac {2}{4}}={\frac {1}{2}}} tulajdonság, definiálni kell egy ekvivalenciarelációt is ({\displaystyle \sim }) a következőképpen:
{\displaystyle \left(a,b\right)\sim \left(c,d\right)\Leftrightarrow ad=bc}
Ez az ekvivalenciareláció kompatibilis a fent definiált összeadással és szorzással. Legyen ezután Q az ekvivalenciaosztályok halmaza, más szóval azonosnak tekintjük az (a, b) és a (c, d) párt, ha ekvivalensek. (Ez a konstrukció elvégezhető minden integritástartomány esetében, lásd hányadostest.)
Az így kapott számok halmazán a teljes rendezés is definiálható:
{\displaystyle \left(a,b\right)\leq \left(c,d\right)\Leftrightarrow (bd>0\wedge ad\leq bc)\vee (bd<0\wedge ad\geq bc)}
A racionális számok halmaza tartalmaz az egész számokkal ekvivalens halmazt: a{\displaystyle z\in \mathbb {Z} } egész számhoz {\displaystyle {\tfrac {z}{1}}} rendelhető. Ezt úgy szokták kifejezni, hogy az egész számok is racionálisak.

## Tulajdonságok
A racionális számok halmaza ({\displaystyle \mathbb {Q} }) az összeadás és a szorzás műveletével testet alkot. Ez a test az egész számok ({\displaystyle \mathbb {Z} }) hányadosteste. A legszűkebb test, ami tartalmazza a természetes számokat, mivel {\displaystyle \mathbb {Z} } a legszűkebb gyűrű, ami tartalmazza a természetes számokat.
A racionális számok halmaza a legszűkebb 0 karakterisztikájú test. Minden egyéb 0 karakterisztikájú test tartalmazza a racionális számok testének egy izomorf képét. A valós számok prímteste is, és mint prímtest, merev, azaz automorfizmuscsoportja egyelemű.
A racionális számok algebrai lezártja (azaz a racionális együtthatós polinomok gyökeit is tartalmazó legszűkebb test) az algebrai számok halmaza.
A racionális számok halmaza megszámlálhatóan végtelen, vagyis sorozatba rendezhető. Ez azt jelenti, hogy {\displaystyle \mathbb {Q} } és {\displaystyle \mathbb {N} } egy-egyértelműen megfeleltethető egymásnak, azaz minden {\displaystyle q} racionális számhoz rendelhető egy {\displaystyle n} természetes szám, és megfordítva. Ilyen sorozatokat lehet alkotni  Cantor első átlós érvével vagy a Stern-Brocot-fával. Mivel a valós számok számossága ennél nagyobb, így mondhatjuk, hogy a valós számok túlnyomó többsége irracionális.
A sűrűség ellenére nincs olyan valós-valós függvény, ami csak a racionális számokon folytonos. Ezzel szemben van olyan, ami az irracionális számokon folytonos, de a racionálisokon nem.
A racionális számok halmazának Lebesgue-mértéke nulla.
A racionális számok sűrűn rendezett halmazt alkotnak: bármely két különböző racionális szám között van egy harmadik, (és így végtelen sok). Jelölje a két adott számot  {\displaystyle {\tfrac {a}{b}}} és {\displaystyle {\tfrac {c}{d}}}! Ekkor a számtani közepük is racionális:
{\displaystyle {\frac {ad+bc}{2bd}}}.
A sűrűség azt is jelenti, hogy bármely racionális szám tetszőlegesen pontosan közelíthető racionális számokkal.
A rendezett halmazok között pontosan a racionális számok halmaza (meg a vele izomorfak) azok, amelyek megszámlálhatóak, sűrűn rendezettek és nincs legkisebb vagy legnagyobb elemük (Georg Cantor tétele).
Egy valós szám racionális, ha algebrailag elsőfokú. Ezzel a racionális számok az algebrai számok {\displaystyle \mathbb {A} } testének részhalmaza.

## Osztó algoritmusok
A racionális számok tört alakja egy el nem végzett osztás formájában ábrázolja a számot. A tiszta matematika számára általában elég is ez az ábrázolás, legfeljebb tovább nem egyszerűsíthető alakra hozásra van igény. Ha azonban több számmal kell összeadást, kivonást vagy összehasonlítást végezni, akkor érdemes a számokat közös nevezőre hozni. Ezekhez a műveletekhez lehet a számokat vegyes tört alakban ábrázolni, és csak a törtrészt közös nevezőre hozni. A vegyes tört alakra hozás a maradékos osztás elvégzésének felel meg.
Az osztást akkor tekintik elvégzettnek, ha egy helyi értékes számrendszerben meghatározták a szám (egy alakjának) összes számjegyét. Ehhez az osztást elég egy periódusig vinni, hiszen a racionális számok végtelen szakaszos tizedestörtek. Ehhez az algoritmusok három csoportját alkották meg:
- Írásbeli algoritmusok
- Számítógépes algoritmusok:

- Rögzített hosszúságú számokra
- Tetszőleges hosszúságú számokra.

Az utóbbira példák:
- SRT-osztás
- Goldschmidt-osztás
- Newton-Raphson-osztás

Az utóbbi két algoritmus a nevező reciprokát veszi, amit megszoroz a számlálóval. Ezeket az eljárásokat rögzített hosszúságú számokra is használják. Például az SRT-osztást használták az Intel Pentium processzoraihoz, de hiba csúszott a megvalósításba.

## Tizedestört alak
A valós számoknak van tizedestört alakjuk. A racionális számok ezek közül a szakaszos tizedestörtek. 
Az irracionális számok tizedestört alakja nem periodikus.
A véges tizedestörtek pontosan azok, ahol a tovább nem egyszerűsíthető tört vagy áltört alak nevezője osztója az alap valamelyik hatványának. Ekvivalensen, a nevező prímtényezői az alap prímtényezői közül kerülnek ki. A véges tizedestörtek is szakaszos tizedestörtek; a véges rész az előszakasz, a periódus nulla számjegyből áll. A tizedestört alak nem mindig egyértelmű; a véges tizedestörtként írható racionális számoknak van egy másik tizedestört alakjuk is, ami megkapható a véges tizedestört alak utolsó számjegyét eggyel csökkentve, utána a szakaszt csupa kilencessel kitöltve. Lásd: 0,999…
Hasonlósak érvényesek más, {\displaystyle g\in \mathbb {Z} \setminus \{-1,0,1\}} egész alapú számrendszerben, ahol a kilencesek szerepét az alapnál eggyel kisebb számjegy veszi át. A periódust vagy felülvonással, vagy két ponttal jelzik.
Példák:
| {\displaystyle {\tfrac {1}{3}}}   | {\displaystyle =0{,}{\overline {3}}}                       | {\displaystyle =0{,}33333\dotso }                  | {\displaystyle =\left[0{,}{\overline {01}}\right]_{2}}                                       |
| {\displaystyle {\tfrac {9}{7}}}   | {\displaystyle =1{,}{\overline {285714}}}                  | {\displaystyle =1{,}285714\ 285714\dotso }         | {\displaystyle =\left[1{,}{\overline {010}}\right]_{2}}                                      |
| {\displaystyle {\tfrac {1}{5}}}   | {\displaystyle =0{,}2{\overline {0}}=0{,}1{\overline {9}}} | {\displaystyle =0{,}20000\dotso =0{,}19999\dotso } | {\displaystyle =\left[0{,}{\overline {0011}}\right]_{2}}                                     |
| {\displaystyle {\tfrac {1}{2}}}   | {\displaystyle =0{,}5{\overline {0}}=0{,}4{\overline {9}}} | {\displaystyle =0{,}50000\dotso =0{,}49999\dotso } | {\displaystyle =\left[0{,}1{\overline {0}}\right]_{2}=\left[0{,}0{\overline {1}}\right]_{2}} |
| {\displaystyle 1={\tfrac {1}{1}}} | {\displaystyle =1{,}{\overline {0}}=0{,}{\overline {9}}}   | {\displaystyle =1{,}00000\dotso =0{,}99999\dotso } | {\displaystyle =\left[1{,}{\overline {0}}\right]_{2}=\left[0{,}{\overline {1}}\right]_{2}}   |
Az Euler–Fermat-tétel szerint, ha a nevező {\displaystyle n\in \mathbb {N} _{>1}}, és hozzá az alap {\displaystyle g\in \mathbb {N} } relatív prím, akkor 
{\displaystyle g^{\varphi (n)}\equiv 1{\pmod {n}}}
ahol {\displaystyle \varphi } az Euler-féle phi-függvény. Az {\displaystyle 1/n} szakaszának hossza megegyezik az  {\displaystyle l:=\operatorname {ord} _{n}(g)} renddel, ahol {\displaystyle \left[g\right]} maradékosztály a {\displaystyle \mathbb {Z} /n\mathbb {Z} } modulo {\displaystyle n} maradékosztálygyűrűjének {\displaystyle (\mathbb {Z} /n\mathbb {Z} )^{\times }} prím maradékosztályában. Lagrange tétele szerint {\displaystyle l} osztója a csoport {\displaystyle \varphi (n)} rendjének. Az
{\displaystyle x:=(g^{l}-1)/n}
pozitív egész {\displaystyle <g^{l}}, és {\displaystyle 1/n} {\displaystyle g} alapú bázisba fejtve kapott jegyei a {\displaystyle g}-adikus ábrázolásban ugyanezek a jegyek köszönnek vissza:
{\displaystyle x\cdot \sum _{i=1}^{\infty }\left(g^{l}\right)^{-i}={\frac {x}{g^{l}-1}}={\frac {1}{n}}}
Például a fenti táblázatban az 1/3 periódushossza a tízes alapú bázisban {\displaystyle \operatorname {ord} _{3}(10)=1}, és jegyeinek sorozata {\displaystyle x={\overline {3}}}. Kettes alapú számrendszerben a szakasz hossza {\displaystyle \operatorname {ord} _{3}(2)=2}, és a jegyek sorozata {\displaystyle x={\overline {01}}}.
Egy adott {\displaystyle n>1} nevező esetén a szakasz hossza pontosan akkor {\displaystyle l:=\operatorname {ord} _{n}(g)=\varphi (n)}, ha {\displaystyle g} primitív gyök modulo {\displaystyle n}. Primitív gyök akkor van, ha az {\displaystyle (\mathbb {Z} /n\mathbb {Z} )^{\times }} prím maradékosztálycsoport ciklikus, azaz ha {\displaystyle n\in \{2,4,p^{r},2p^{r}\;\;|\;\;2<p\in \mathbb {P} ;\;r\in \mathbb {N} \}.} Különben a periódus hossza {\displaystyle \varphi (n)} valódi osztója.
Az alábbi táblázat {\displaystyle g=2,3,5} és {\displaystyle 10} esetét mutatva azt a benyomást kelti, hogy a maximális szakaszhossz gyakori. Például a {\displaystyle n=7,17,19,23,29} prímszámok reciprokainak szakaszhossza {\displaystyle \varphi (n)=n-1=6,16,18,22,28}. A {\displaystyle n=12,15,21,33,35} összetett számok esetén a maximális hossz {\displaystyle \operatorname {ord} _{n}(g)\leq \varphi (n)/2}. A {\displaystyle \varphi (n)} hosszú periódusok ki vannak emelve. A legrosszabb eset {\displaystyle {\mathcal {O}}(n)}, míg átlagos esetben az {\displaystyle n} szám {\displaystyle \scriptstyle \operatorname {len} _{g}(n)} hossza a {\displaystyle g} alapú számrendszerben  {\displaystyle {\mathcal {O}}(\log n)}. A 802787 prímszám reciprokának periódushossza kettes számrendszerben 802786, tízes számrendszerben 401393. Ez túl sok ahhoz, hogy a táblázatban szerepeljen.
| {\displaystyle \textstyle n}                              | 3 | 5 | 7 | 9 | 11 | 12 | 13 | 15 | 17 | 19 | 21 | 23 | 25 | 27 | 29 | 31 | 33 | 35 | 37 | 802787 |
| {\displaystyle \textstyle \varphi (n)}                    | 2 | 4 | 6 | 6 | 10 | 4  | 12 | 8  | 16 | 18 | 12 | 22 | 20 | 18 | 28 | 30 | 20 | 24 | 36 | 802786 |
| {\displaystyle \textstyle \operatorname {ord} _{n}(2)}    | 2 | 4 | 3 | 6 | 10 | –  | 12 | 4  | 8  | 18 | 6  | 11 | 20 | 18 | 28 | 5  | 10 | 12 | 36 | 802786 |
| {\displaystyle \scriptstyle \operatorname {len} _{2}(n)}  | 2 | 3 | 3 | 4 | 4  | –  | 4  | 4  | 5  | 5  | 5  | 5  | 5  | 5  | 5  | 5  | 6  | 6  | 6  | 20     |
| {\displaystyle \textstyle \operatorname {ord} _{n}(3)}    | – | 4 | 6 | – | 5  | –  | 3  | –  | 16 | 18 | –  | 11 | 20 | –  | 28 | 30 | –  | 12 | 18 | 401393 |
| {\displaystyle \scriptstyle \operatorname {len} _{3}(n)}  | – | 2 | 2 | – | 3  | –  | 3  | –  | 3  | 3  | –  | 3  | 3  | –  | 4  | 4  | –  | 4  | 4  | 13     |
| {\displaystyle \textstyle \operatorname {ord} _{n}(5)}    | 2 | – | 6 | 6 | 5  | 2  | 4  | –  | 16 | 9  | 6  | 22 | –  | 18 | 14 | 3  | 10 | –  | 36 | 802786 |
| {\displaystyle \scriptstyle \operatorname {len} _{5}(n)}  | 1 | – | 2 | 2 | 2  | 2  | 2  | –  | 2  | 2  | 2  | 2  | –  | 3  | 3  | 3  | 3  | –  | 3  | 9      |
| {\displaystyle \textstyle \operatorname {ord} _{n}(10)}   | 1 | – | 6 | 1 | 2  | –  | 6  | –  | 16 | 18 | 6  | 22 | –  | 3  | 28 | 15 | 2  | –  | 3  | 401393 |
| {\displaystyle \scriptstyle \operatorname {len} _{10}(n)} | 1 | – | 1 | 1 | 2  | –  | 2  | –  | 2  | 2  | 2  | 2  | –  | 2  | 2  | 2  | 2  | –  | 2  | 6      |

## Valós számok
A racionális számok a valós számok halmazának sűrű részhalmazát alkotják, azaz minden valós számhoz tetszőlegesen közel vannak racionális számok. 
Ugyancsak igaz, hogy a racionális számok pontosan a véges lánctört formájában írható valós számok.
Mivel rendezett halmazt alkotnak, a racionális számokat elláthatjuk a 
rendezéstopológiával. Ez azonos a valós számok rendezéstopológiájának altértopológiájával, továbbá egyben metrikus tér is, a következő metrikával: {\displaystyle d\left(x,y\right)=|x-y|}.
E topologikus tér a műveletekkel topologikus testet alkot. A racionális számok topológiája nem lokálisan kompakt. Ez a tér úgy is jellemezhető, hogy az egyetlen megszámlálható metrikus tér, amiben nincsenek izolált pontok. A tér továbbá teljesen széteső. A racionális számok tere nem teljes, teljes lezártja a valós számok tere.

## p-adikus számok
A fent említett, a szokásos abszolút értékből definiált metrikán kívül vannak más, nem kevésbé fontos metrikák is, amelyek {\displaystyle \mathbb {Q} }-t topologikus testté szervezik:
legyen {\displaystyle p} tetszőleges prímszám, definiáljuk minden nemnulla egész {\displaystyle a} esetén {\displaystyle \vert a\vert _{p}=p^{-n}}-t, ahol {\displaystyle n} {\displaystyle p} legnagyobb hatványának kitevője, ami osztja {\displaystyle a}-t; legyen továbbá {\displaystyle \vert 0\vert _{p}=0}. Tetszőleges {\displaystyle {\frac {a}{b}}} racionális szám esetén legyen {\displaystyle \left|{\frac {a}{b}}\right|_{p}={\frac {\vert a\vert _{p}}{|b|_{p}}}}.
Ekkor {\displaystyle d_{p}\left(x,y\right)=|x-y|_{p}} metrikus teret definiál {\displaystyle \mathbb {Q} }-n. Ez a tér, {\displaystyle \left(\mathbb {Q} ,d_{p}\right)} nem lesz teljes, teljes burka a p-adikus számok {\displaystyle \mathbb {Q} _{p}} teste lesz.

## Fordítás
Ez a szócikk részben vagy egészben  a   Rationale Zahl című német Wikipédia-szócikk fordításán alapul.  Az eredeti cikk szerkesztőit annak laptörténete sorolja fel. Ez a jelzés csupán a megfogalmazás eredetét és a szerzői jogokat jelzi, nem szolgál a cikkben szereplő információk forrásmegjelöléseként.